# Tetlama Grande
Tetlama Grande är en ort i Mexiko.   Den ligger i kommunen San Felipe Orizatlán och delstaten Hidalgo, i den sydöstra delen av landet, 200 km norr om huvudstaden Mexico City. Tetlama Grande ligger 137 meter över havet och antalet invånare är 116.
Terrängen runt Tetlama Grande är kuperad åt nordost, men åt sydväst är den platt. Runt Tetlama Grande är det ganska tätbefolkat, med 248 invånare per kvadratkilometer. Närmaste större samhälle är Huejutla de Reyes, 13,4 km öster om Tetlama Grande. Omgivningarna runt Tetlama Grande är en mosaik av jordbruksmark och naturlig växtlighet.